# Bryan Fletcher
Bryan Fletcher (ur. 27 czerwca 1986 roku w Steamboat Springs) – amerykański narciarz, specjalista kombinacji norweskiej, medalista mistrzostw świata, zawodnik klubu Steamboat Springs Winter Sports Club.

## Kariera
W wieku trzech lat zdiagnozowano u niego białaczkę, ale udało mu się przezwyciężyć chorobę. Po raz pierwszy na arenie międzynarodowej Bryan Fletcher pojawił się 13 grudnia 2002 roku w zawodach Pucharu Kontynentalnego w Steamboat Springs. Zajął wtedy 47. miejsce w sprincie. W 2003 roku wystąpił na Mistrzostwach Świata Juniorów w Sollefteå, gdzie w sprincie zajął 49. miejsce. Startował także na Mistrzostwach Świata Juniorów w Rovaniemi w 2005 roku oraz rok później, na Mistrzostwach Juniorów w Kranju, jednak w obu przypadkach był dziesiąty w sztafecie, a indywidualnie plasował się w czwartej dziesiątce.
W Pucharze Świata zadebiutował 10 stycznia 2009 roku w Val di Fiemme, gdzie uplasował się na 28. pozycji w starcie masowym. Tym samym już w swoim debiucie wywalczył pierwsze pucharowe punkty. W sezonie 2008/2009 pojawił się jeszcze siedmiokrotnie, najlepszy wynik osiągając 11 stycznia w Val di Fiemme, gdzie zajął 26. miejsce w konkursie rozgrywanym metodą Gundersena. W klasyfikacji generalnej zajął ostatecznie 65. miejsce. Pierwsze pucharowe podium wywalczył w sezonie 2011/2012. Miało to miejsce 10 marca 2012 roku w Oslo, gdzie Fletcher zwyciężył w Gundersenie. W pozostałych konkursach tego sezonu czterokrotnie plasował się w czołowej dziesiątce, ale na podium już nie stawał. W klasyfikacji generalnej pozwoliło mu to zająć siedemnaste miejsce.
W 2007 roku wystąpił na Mistrzostwach Świata w Sapporo zajmując dziewiąte miejsce w sztafecie i 40. w sprincie. Lepiej wypadł cztery lata później, podczas Mistrzostw Świata w Oslo, gdzie w zawodach drużynowych na normalnej skoczni wraz z kolegami był czwarty, przegrywając walkę o brązowy medal z Norwegami o 14 sekund. Indywidualnie zajął 22. miejsce w Gundersenie na normalnej skoczni, a na dużym obiekcie uplasował się osiem pozycji niżej.
W marcu 2018 zakończył karierę sportową.
Jego brat Taylor Fletcher również uprawiał kombinację norweską.

## Osiągnięcia

### Igrzyska Olimpijskie
| Miejsce | Dzień     | Rok  | Miejscowość | Konkurencja           | Wynik zwycięzcy | Strata      | Zwycięzca       |
| ------- | --------- | ---- | ----------- | --------------------- | --------------- | ----------- | --------------- |
| 26.     | 12 lutego | 2014 | Soczi       | Gundersen HS106/10 km | 23:50.2 min     | +1:55.5 min | Eric Frenzel    |
| 22.     | 18 lutego | 2014 | Soczi       | Gundersen HS140/10 km | 22:45.5 min     | +1:24.8 min | Jørgen Gråbak   |
| 6.      | 21 lutego | 2014 | Soczi       | Sztafeta HS140/4x5 km | 47:13.5 min     | +2:21.6 min | Norwegia        |
| 17.     | 14 lutego | 2018 | Pjongczang  | Gundersen HS109/10 km | 24:51,4 min     | +2:12,2 min | Eric Frenzel    |
| 17.     | 20 lutego | 2018 | Pjongczang  | Gundersen HS140/10 km | 23:52,5 min     | +1:42,9 min | Johannes Rydzek |
| 10.     | 22 lutego | 2018 | Pjongczang  | Sztafeta HS140/4x5 km | 46:09,8 min     | +5:16,7 min | Niemcy          |

### Mistrzostwa świata
| Miejsce | Dzień     | Rok  | Miejscowość   | Konkurencja                     | Wynik zwycięzcy | Strata      | Zwycięzca           |
| ------- | --------- | ---- | ------------- | ------------------------------- | --------------- | ----------- | ------------------- |
| 40.     | 23 lutego | 2007 | Sapporo       | Sprint HS134/7.5 km             | 17:40.2 min     | +5:27.3 min | Hannu Manninen      |
| 9.      | 25 lutego | 2007 | Sapporo       | Sztafeta HS134/4x5 km           | 49:14.9 min     | +5:19.7 min | Finlandia           |
| 22.     | 26 lutego | 2011 | Oslo          | Gundersen HS106/10 km           | 25:19.2 min     | +1:49.8 min | Eric Frenzel        |
| 4.      | 28 lutego | 2011 | Oslo          | Sztafeta HS106/4x5 km           | 48:07.8 min     | +54.8 s     | Austria             |
| 30.     | 2 marca   | 2011 | Oslo          | Gundersen HS134/10 km           | 25:31.6 min     | +2:57.6 min | Jason Lamy Chappuis |
| 6.      | 4 marca   | 2011 | Oslo          | Sztafeta HS134/4x5 km           | 47:12.3 min     | +1:44.0 min | Austria             |
| 14.     | 22 lutego | 2013 | Val di Fiemme | Gundersen HS106/10 km           | 29:13.2 min     | +1:01.2 min | Jason Lamy Chappuis |
| 3.      | 24 lutego | 2013 | Val di Fiemme | Sztafeta HS106/4x5 km           | 57:34.0 min     | +4.2 s      | Francja             |
| 23.     | 28 lutego | 2013 | Val di Fiemme | Gundersen HS134/10 km           | 27:22.8 min     | +2:40.6 min | Eric Frenzel        |
| 21.     | 20 lutego | 2015 | Falun         | Gundersen HS100/10 km           | 26:38.9 min     | +1:40.9 min | Johannes Rydzek     |
| 7.      | 22 lutego | 2015 | Falun         | Sztafeta HS100/4x5 km           | 44:20.7 min     | +2:37.8 min | Niemcy              |
| 5.      | 26 lutego | 2015 | Falun         | Gundersen HS134/10 km           | 22:45.8 min     | +23.4 s     | Bernhard Gruber     |
| 9.      | 28 lutego | 2015 | Falun         | Sprint drużynowy HS134/2x7.5 km | 38:31.6 min     | +1:59.9 min | Francja             |
| 14.     | 24 lutego | 2017 | Lahti         | Gundersen HS100/10 km           | 26:19,6 min     | +47,4 s     | Johannes Rydzek     |
| 8.      | 26 lutego | 2017 | Lahti         | Sztafeta HS100/4x5 km           | 47:57,3 min     | +3:27,2 min | Niemcy              |
| 31.     | 1 marca   | 2017 | Lahti         | Gundersen HS130/10 km           | 26:41,6 min     | +3:58,3 min | Johannes Rydzek     |
| 9.      | 3 marca   | 2017 | Lahti         | Sprint drużynowy HS130/2x7,5 km | 28:45,8 min     | +1:48,1 min | Niemcy              |

### Mistrzostwa świata juniorów
| Miejsce | Dzień    | Rok  | Miejscowość | Konkurencja           | Wynik zwycięzcy | Strata      | Zwycięzca        |
| ------- | -------- | ---- | ----------- | --------------------- | --------------- | ----------- | ---------------- |
| 49.     | 9 lutego | 2003 | Sollefteå   | Sprint K107/5 km      | 14.02.6 min     | +3:57.3 min | Björn Kircheisen |
| 37.     | 22 marca | 2005 | Rovaniemi   | Gundersen HS100/10 km | 25.56.6 min     | +7:10.2 min | Petter Tande     |
| 10.     | 24 marca | 2005 | Rovaniemi   | Sztafeta HS100/4x5    | 44:17.1 min     | +3:56.7 min | Niemcy           |
| 10.     | 3 lutego | 2006 | Kranj       | Sztafeta HS109/4x5    | 55:42.3 min     | +5:25.6 min | Niemcy           |
| 31.     | 5 lutego | 2006 | Kranj       | Sprint HS109/5 km     | 13:06.3 min     | +1:58.6 min | Tom Beetz        |

### Puchar Świata

#### Miejsca w klasyfikacji generalnej
- sezon 2008/2009: 65.
- sezon 2009/2010: niesklasyfikowany
- sezon 2010/2011: 30.
- sezon 2011/2012: 17.
- sezon 2012/2013: 21.
- sezon 2013/2014: 18.
- sezon 2014/2015: 15.
- sezon 2015/2016: 20.
- sezon 2016/2017: 34.
- sezon 2017/2018: 29.

#### Miejsca na podium chronologicznie
| Nr | Data          | Miejscowość | Konkurencja           | Wynik zwycięzcy | Pozycja | Strata | Zwycięzca |
| -- | ------------- | ----------- | --------------------- | --------------- | ------- | ------ | --------- |
| 1. | 10 marca 2012 | Oslo        | Gundersen HS134/10 km | 28:48.7 min     | 1.      | -      | -         |

### Puchar Kontynentalny

#### Miejsca w klasyfikacji generalnej
- sezon 2006/2007: 40.
- sezon 2007/2008: 18.
- sezon 2008/2009: 24.
- sezon 2009/2010: 48.
- sezon 2017/2018: 19.

#### Miejsca na podium chronologicznie
| Nr | Data            | Miejscowość | Konkurencja           | Wynik zwycięzcy | Pozycja | Strata  | Zwycięzca    |
| -- | --------------- | ----------- | --------------------- | --------------- | ------- | ------- | ------------ |
| 1. | 13 grudnia 2008 | Park City   | Gundersen HS134/10 km | 30:20.5 min     | 3.      | +47.9 s | Todd Lodwick |
| 2. | 3 lutego 2018   | Planica     | Gundersen HS139/10 km | bd.             | 1.      | -       | -            |
| 3. | 4 lutego 2018   | Planica     | Gundersen HS139/10 km | bd.             | 1.      | -       | -            |

### Letnie Grand Prix

#### Miejsca w klasyfikacji generalnej
- 2007: niesklasyfikowany
- 2010: 22.
- 2011: 21.
- 2012: 45.
- 2013: 25.
- 2015: 24.
- 2017: (38.)[15]